# تجدد خلايا القلب
يشير مصطلح تجدد خلايا القلب (neocardiogenesis) في مجال طب القلب إلى التجدد الاستتبابي وتصليح وتجديد أجزاء من النسيج القلبي الوعائي المختل وظيفيًا لدى البالغين.  ويضم هذا المصطلح توليفة من تكون العضل القلبي (تجدد عضلات القلب) وتولد الأوعية (تجدد الأوعية الدموية).

## التعريف والنطاق
إن مصطلح تجدد خلايا القلب (neocardiogenesis) مأخوذ من المصطلح تخلق القلب (cardiogenesis) الذي يشير إلى نمو القلب داخل الجنين، أما تجدد خلايا القلب فيعني تطور القلب لدى البالغين.  فالقلب يعمل بالفعل وفق آليات تتولى القيام بعمليات تجديد محدودة النطاق.  ولا تكفي هذه الآليات مع ذلك للقيام بالتجديدات واسعة النطاق التي تفرضها الظروف مثل احتشاء عضلة القلب.  ولكن تجدد خلايا القلب يعني إحلال خلايا حية محل الخلايا الميتة في عضلة القلب لكي تعود بنية القلب ووظائفه إلى وضعها الطبيعي.  وهذا يُحسن عملية ضخ عضلة القلب للسوائل المحيطة بالجسم.

## خلفية تاريخية
لقد كان يُعتقد أن قلب الإنسان ما هو إلا عضو متوقف التَّفَتُّل. وكان يُعتقد أن خلايا عضلة القلب (الخلايا العضلية للقلب) هي خلايا متميزة تمامًا بحيث لا يمكن الاستغناء عنها ومن ثم فهي مطلوبة للحفاظ على وظائف القلب في جميع مراحل الحياة. إلا أنه أصبح معروفًا الآن أن القلب قادر على تجديد الأوعية الصغيرة الجديدة اللازمة لإصلاح إقفار (قصور الدم) عضل القلب. وثبت أيضًا خطأ الاعتقاد بأن البشر يولدون بعدد ثابت من خلايا عضلة القلب وبأن نمو هذه الخلايا هو المسؤول المباشر عن نمو القلب. وبدأ نشر التقارير التي تشير إلى قدرة القلب على إصلاح نفسه في مجلات علمية ونشر بحث يكشف عن قدرة خلايا نخاع العظم على تجديد عضل القلب (تكون العضل). وأشارت دراسات أخرى حول تجديد عضل القلب تدلل على تَوَلُّد الأوعية.  وذكرت هذه الأبحاث أن التحسن في انقباض القلب جاء نتيجة لحث توليد الأوعية. وتفيد نتائج هذه الدراسات بأن هناك احتمالاً أن يحدث، أثناء تجدد خلايا القلب القلب، ترابط بين تولد الأوعية وتكون العضل بحيث يدخلان في آن واحد في عملية تجديد القلب. ويتطلب مثل هذا الاحتمال المزيد من البحث في المناطق المحيطة بهذه الظاهرة. وتظهر الحاجة أيضًا إلى تعريف أوضح لمفهوم تجدد خلايا القلب.

## آلية العمل
يؤدي نشاط الخلايا السلفية للقلب (نوع خاص من الخلايا الجذعية التي تتميز بتيلوميرات طويلة تقع في مناطق التخزين في القلب) والخلايا الجذعية الجوالة إلى حث خلايا عضلة القلب على التكاثر.   ويجري تنشيط هذه الخلايا بمزيج من عوامل النسخ والجينات وعوامل النمو والمستقبلات والأنسجة خارج الخلية والسبل الإشعارية. ثم تنتقل الخلايا إلى المناطق المصابة حيث يمكن عكس بعض الضرر عن طريق توليد مجموعة جديدة من خلايا عضلة القلب.

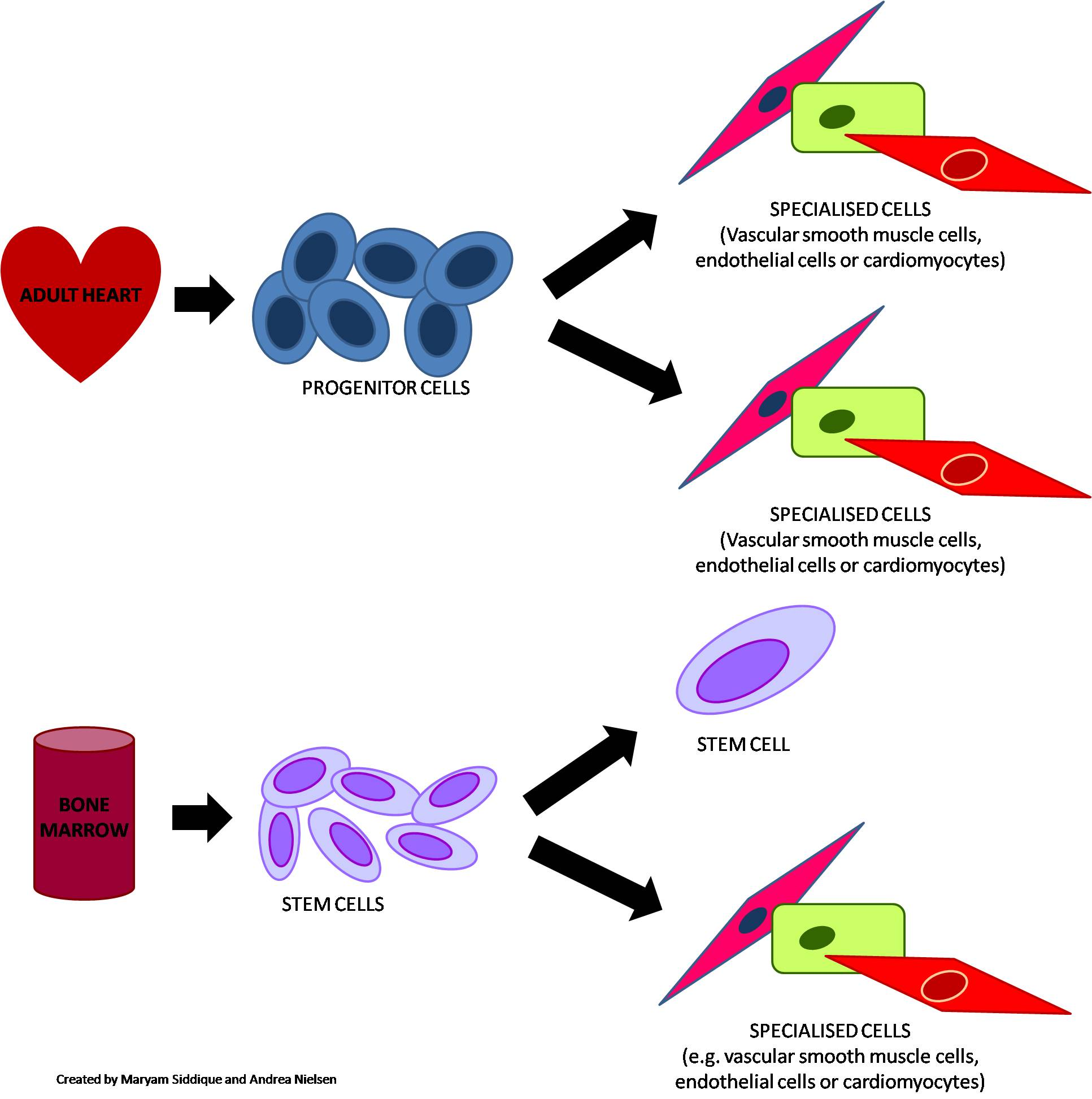
ملامح الخلايا السلفية والخلايا الجذعية

## الأهمية السريرية
يتسنى للقلب إصلاح نفسه عندما يصيبه ضرر باستخدام الخلايا السلفية والجذعية.  وقد أظهرت التجارب السريرية أن عضلة القلب لم تكن قادرة في سابق عهدها على تجديد نفسها.  ويحتاج حث الخلايا العضلية القلبية على التكاثر إلى عقاقير جديدة غير باضعة، قد تجعل هذه العملية ممكنة في جسم الإنسان.  وأجريت دراسات كثيرة في محاولة لاكتشاف مثل تلك العلاجات.